# ويليام كولير
ويليام كولير (بالإنجليزية: William Collier)‏ هو مدرب كرة قدم ولاعب كرة قدم بريطاني (وحمل سابقاً جنسية المملكة المتحدة لبريطانيا العظمى وأيرلندا) في مركز نصف الجناح، ولد في 11 ديسمبر 1890 في كيركالدي في المملكة المتحدة. شارك مع منتخب اسكتلندا لكرة القدم. أما مع النوادي، فقد لعب مع ريث روفرز وشيفيلد وينزداي ونادي كيترينغ تاون.

## وصلات خارجية
- ويليام كولير على موقع الاتحاد الإسكتلندي (الإنجليزية)
- ويليام كولير على موقع قاعدة بيانات كرة القدم.إي يو (الإنجليزية)